# Matt Berry
Matt Berry, właśc. Matthew Charles Berry (ur. 2 maja 1974 w Bromham) – brytyjski aktor, komik, scenarzysta i muzyk. Laureat nagrody BAFTA TV 2015 za najlepszy występ w programie komediowym jako Steven Gonville Toast w sitcomie Channel 4 Toast z Londynu (2012–2015).

## Filmografia

### Filmy
- 2004: AD/BC: A Rock Opera (TV) jako karczmarz / Tim Wynde
- 2006: Krzesło diabła (The Devil’s Chair) jako Brett Wilson
- 2009: Moon jako Overmeyers
- 2009: Svengali (TV) jako Jeremy Braines
- 2009: Trochę Toma Jonesa? (A Bit of Tom Jones?) jako Philip da Purve
- 2010: Braincell jako Neil Balsam
- 2010: Cud pizzy (The Pizza Miracle, krótkometrażowy) jako Daniel
- 2011: Jeden dzień (One Day) jako Aaron
- 2011: Angry White Man jako Bulldog Hayes
- 2012: Królewna Śnieżka i Łowca (Snow White and the Huntsman) jako Percy
- 2012: Prezent ślubny (The Wedding Video) jako Roger (także skomponowana partytura)
- 2013: Svengali: Droga na szczyt (Svengali) jako Jeremy Braines
- 2014: Asteriks i Obeliks: Osiedle bogów (Astérix: Le Domaine des dieux) jako Asparanoiks (angielski dubbing)
- 2015: Swansong jako Toby Taylor
- 2015: SpongeBob: Na suchym lądzie (SpongeBob Movie: Sponge Out of Water) jako delfin Bąbelek (głos)
- 2017: Sleigh (krótkometrażowy) jako Martin
- 2018: Krzysiu, gdzie jesteś? (Christopher Robin) jako lis / strażnik 2 (głos)
- 2018: Wieczór z Beverly Luff Linn (An Evening with Beverly Luff Linn) jako Rodney von Donkensteiger
- 2021: SpongeBob Film: Na ratunek (The SpongeBob Movie: Sponge on the Run) jako król Posejdon (głos)
- 2025: Minecraft: Film (A Minecraft Movie) jako mieszkaniec wioski (głos)

### Seriale
- 2004: Garth Marenghi’s Darkplace jako Todd Rivers / dr Lucien Sanchez
- 2004: The Mighty Boosh jako Dixon Bainbridge
- 2006: Snuff Box jako Matt
- 2007–2010, 2013: Technicy-magicy (The IT Crowd) jako Douglas Reynholm
- 2008, 2009: Sarah Silverman jako sir Corin Ashley / Owl
- 2015: Community jako profesor Roger DeSalvo
- 2015: Major Lazer jako profesor nauczyciel (głos)
- 2015: Randy Cunningham: Nastoletni ninja jako Brawn Brickwall (głos)
- 2015: Henio Dzióbek jako doktor Roberts (głos)
- 2018–2021: Rozczarowani (Disenchantment) jako książę Merkimer (głos)
- 2019: Archer jako pan Zabójczy (głos)
- 2019–: Co robimy w ukryciu (What we do in the shadows) jako Laszlo Cravensworth
- 2019–: Dolina Muminków jako Tata Muminków (głos)
- 2021: The Watch jako Gawain / Wayne, miecz (głos)
- 2021–2022: Księga Boby Fetta (The Book of Boba Fett) jako 8K8 (głos)